# Der Nagel
Der Nagel ist ein Exempeltext (ATU 2039). Er steht in den Kinder- und Hausmärchen der Brüder Grimm ab der 5. Auflage von 1843 an Stelle 184 (KHM 184) nach der Vorlage Vom Reiter und seinem Roß aus Ludwig Aurbachers Büchlein für die Jugend.

## Inhalt

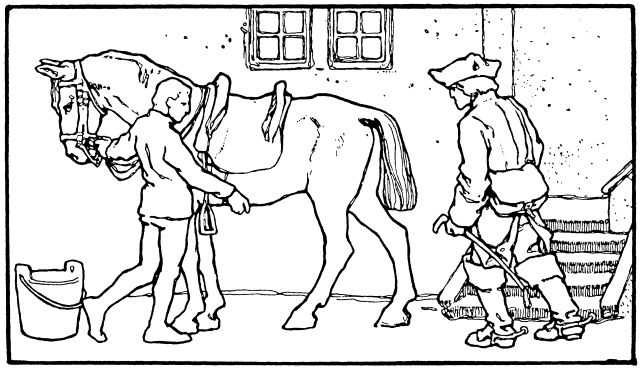
Illustration von Otto Ubbelohde, 1909

Ein Kaufmann reitet nach erfolgreichen Geschäften heim und will vor Einbruch der Nacht da sein. Mittags bei der Rast fehlt einem Hufeisen ein Nagel, nachmittags das Eisen, doch er hat Eile und lässt es nicht ersetzen. Das Pferd hinkt, stolpert und bricht sich ein Bein. Er muss zu Fuß heim und kommt erst spät in der Nacht an. Er gibt dem Nagel die Schuld. Der Erzähler schließt: „Eile mit Weile.“

## Herkunft

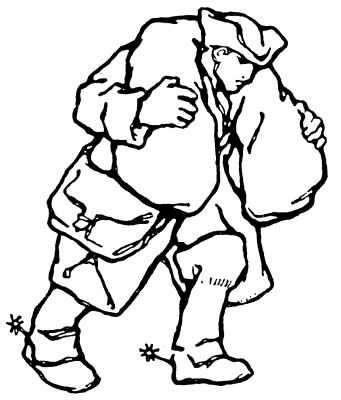
Illustration von Otto Ubbelohde, 1909

Die Geschichte ist bei Aurbacher noch mehr als Lehrexempel konzipiert. Wilhelm Grimm kürzte die vorweggenommene Lehre „Wer im Kleinen nicht Sorge trägt, muß im Großen Schaden leiden“, ersetzte die Schlussmoral „Vorgethan und nachbedacht / Hat manchen schon in Schaden gebracht“ durch „Eile mit Weile“ und straffte die Handlungsführung. Seine Anmerkung zitiert noch einen Spruch bei Freidank 79, 19–80, 1:
ich hore sagen die wîsen

ein nagel behalte ein îsen,

ein îsenz ros, ein ros den man,

ein man die burc, der strîten kan:

ein burc daz lant betwinget,

daz ez nâch hulden ringet.

der nagel der ist wol bewant

der îsen ros man burc unt lant

solher êren geholfen hât

dà von sîn name sô hôhe stât.
Das Sprichwort „Eile mit Weile“ geht auf Suetons „Festina lente“ in De vita Caesarum (Octavianus 25,4) zurück, vgl. KHM 164 Der faule Heinz. In Lesebüchern verdrängte Grimms Text ältere Vorlagen, etwa von Carl Philipp Funke, Johann Andreas Christian Löhr und eben Ludwig Aurbacher. Das „Eile mit Weile“ zitiert schon Musäus’ Märchen Ulrich mit dem Bühel.